# Хамар-Дабан
Хама́р-Даба́н (бур. Хамар дабаан, хамар — «нос» или һамар — «орех», дабаан — «перевал, хребет») — горный хребет на юге Восточной Сибири в южном Прибайкалье, большей частью в пределах Республики Бурятия, Россия.

## Топонимика
Название хребта, вероятно, возникло потому, что назвавшим его так бурятам горы показались похожими на горбатый нос.

## Географическая характеристика
Хамар-Дабан — сложенный раннепротерозойскими комплексами хребет к югу от озера Байкал шириной 50—60 км, протянувшийся с юго-запада на северо-восток более чем на 350 км. На западе водораздельный хребет Хамар-Дабана начинается у правых нижних притоков реки Зун-Мурэн, далее идёт на юго-восток до верховий рек Хангарул и Снежная, где к востоку от Хангарульского хребта поворачивает на восток и, далее от среднего течения Снежной идёт в направлении северо-восток-восток до реки Селенги.
Хамар-Дабан расположен на территории семи районов Бурятии, слегка захватывая Слюдянский район Иркутской области. Водораздельные хребты являются естественными границами этих административных образований. Вдоль северных отрогов по берегу Байкала и левому берегу реки Селенги проходят Транссибирская магистраль и федеральная трасса Р-258 «Байкал».
Орографические восходящие токи воздуха на наветренных склонах хребта Хамар-Дабан формируют облачность и осадки из влажных идущих с юга циклонов, что обеспечивает высокую влажность в южной части Байкала.
Северо-западный склон хребта Хамар-Дабан, примыкающий к юго-западному берегу Байкала напротив истока Ангары, является самым влажным местом в байкальской котловине благодаря тому, что влажные воздушные потоки проникают по долине Ангары и выпадают осадками на склон Хамар-Дабана. Годовая норма осадков составляет около 1300 мм.
В предгорьях хребта Хамар-Дабан выпадает наибольшее количество атмосферной влаги, максимум в 792 мм в год наблюдается на станции Байкальск.
Среднегодовая температура в горах Хамар-Дабана составляет −3,4 °С, у подножия хребта на байкальском побережье — 0 °С.
В гольцовой осевой части хребта преобладает горнотундровая растительность. Леса преимущественно хвойные — сосна, лиственница, сибирский кедр, пихта, встречаются реликтовые тополёвые леса, березники. Более верхние высотные ярусы занимают альпийские луга, кедровый стланик и карликовая берёза.
Климат северной части Хамар-Дабана — байкальский, умеренный и влажный, с осадками до 1300 мм в год. Средняя температура января составляет −16—18 °C. Южный макросклон характеризуется резко континентальным климатом.
Реки северных склонов хребта Хамар-Дабан имеют горный характер течения и, преимущественно, за исключением трёх (Снежная, Хара-Мурин, Утулик), обладают небольшими водосборными площадями, менее 200 кв. км.

## Природоохранные территории
В центральной части Хамар-Дабана расположен Байкальский биосферный заповедник. К западу от него, в Закаменском районе Бурятии, находится Снежинский биологический заказник (площадь — 238,48 тыс. га). Западная часть Хамар-Дабана, в пределах Тункинского района Бурятии, входит в Тункинский национальный парк.

## Фауна
Основные обитатели:
- на суше — бурый медведь, олень, лось, изюбрь, кабарга, волк, лисица, белка, заяц, бурундук, глухарь, кедровка, дятел, рябчик;
- в реках — хариус, ленок, таймень, плотва.

## Вершины

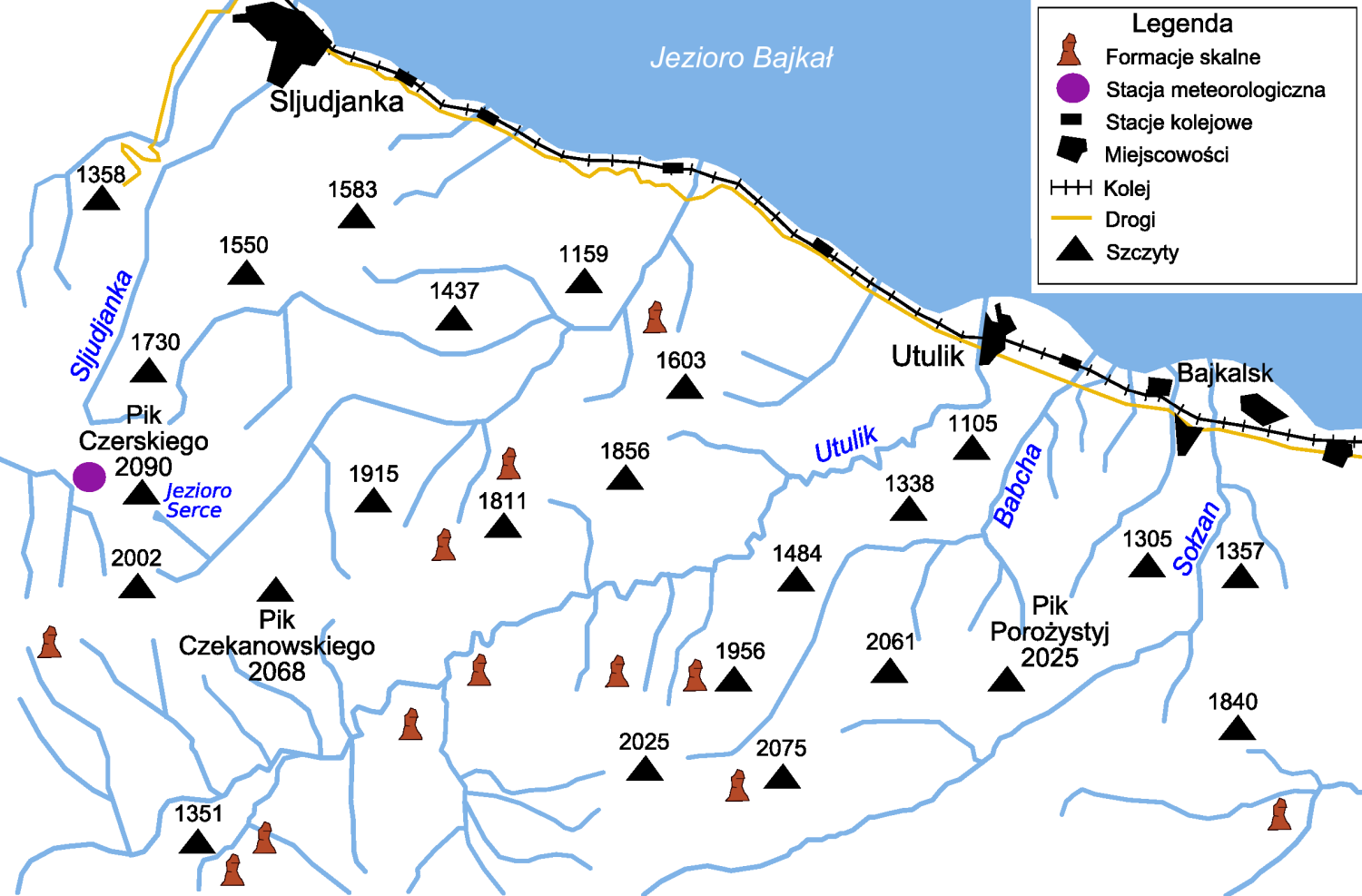
Вершины Хамар-Дабана в Слюдянском районе

Высшей точкой Хамар-Дабана считается Хан-Ула (2371 м), однако в верховьях Утулика есть немногим более высокая вершина Утуликская подкова (или Субутуй, 2396 м). Наиболее популярным и доступным объектом является пик Черского (2090 м). Ежегодно его посещают тысячи туристов. В центральной части, в Байкальском заповеднике, выделяется гольцовая вершина Сохор (2316 м).

## Озёра и реки
На Хамар-Дабане много разнообразных озёр. Одно из самых крупных и популярных — Соболиное. Озёра поменьше — Патовое озеро, озеро Сердце, Чёртово озеро.
Основные крупные реки, освоенные для водного туризма:
- Утулик
- Снежная
- Темник
- Хара-Мурин

## В культуре
Хребту Хамар-Дабан посвящена одноимённая песня Юрия Визбора, написанная в 1962 году.
По легенде, хребет Хамар-Дабан образовался в результате толчков остатков той подземной силы, которая создала Саяны.

## Иллюстрации

Слайды
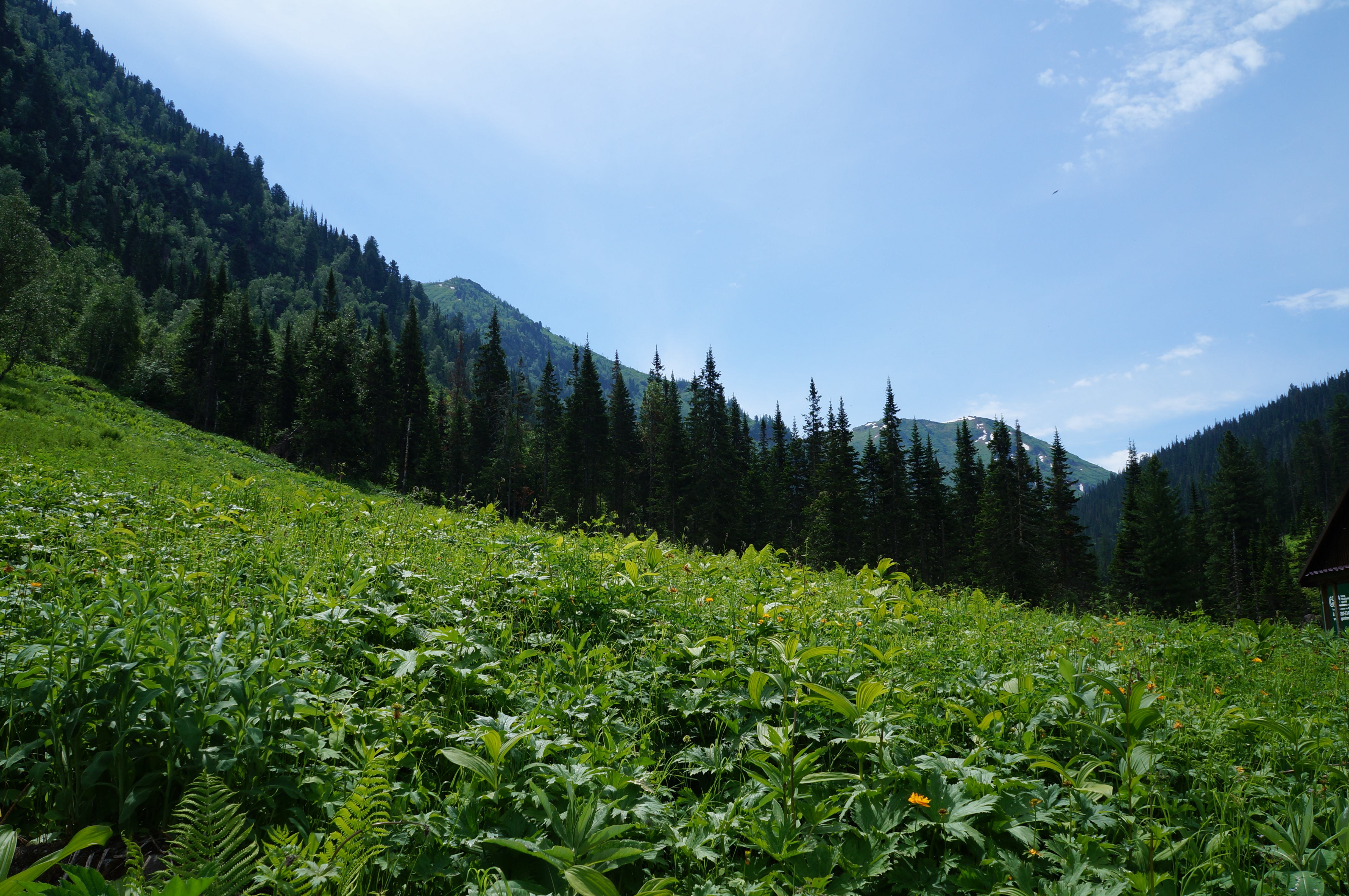
Байкальский заповедник, Хамар-Дабан, Альпийские луга
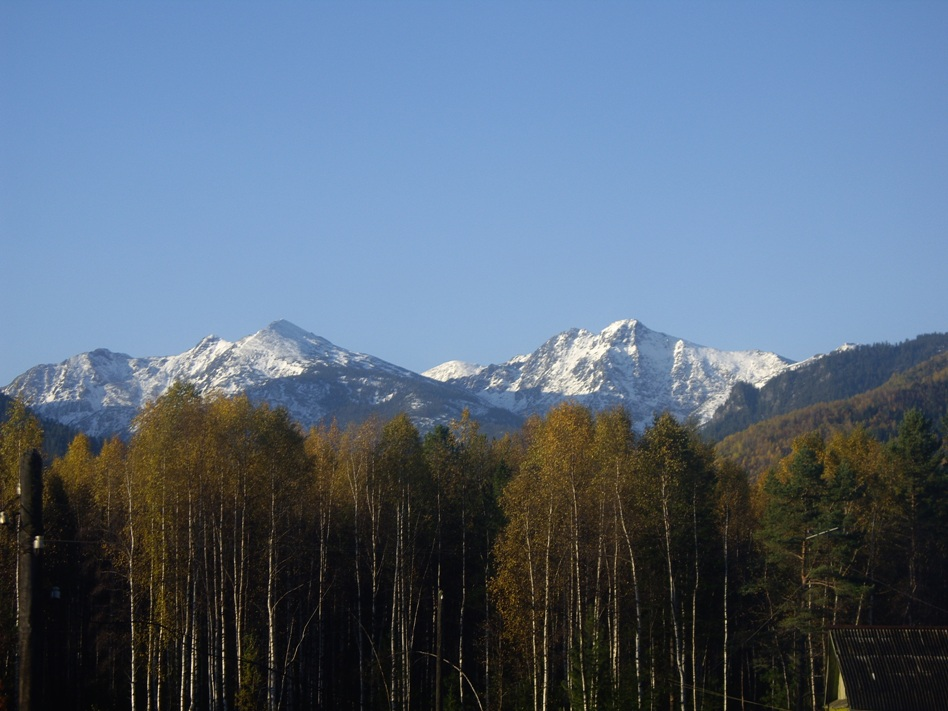
Вид в окрестностях Байкальска
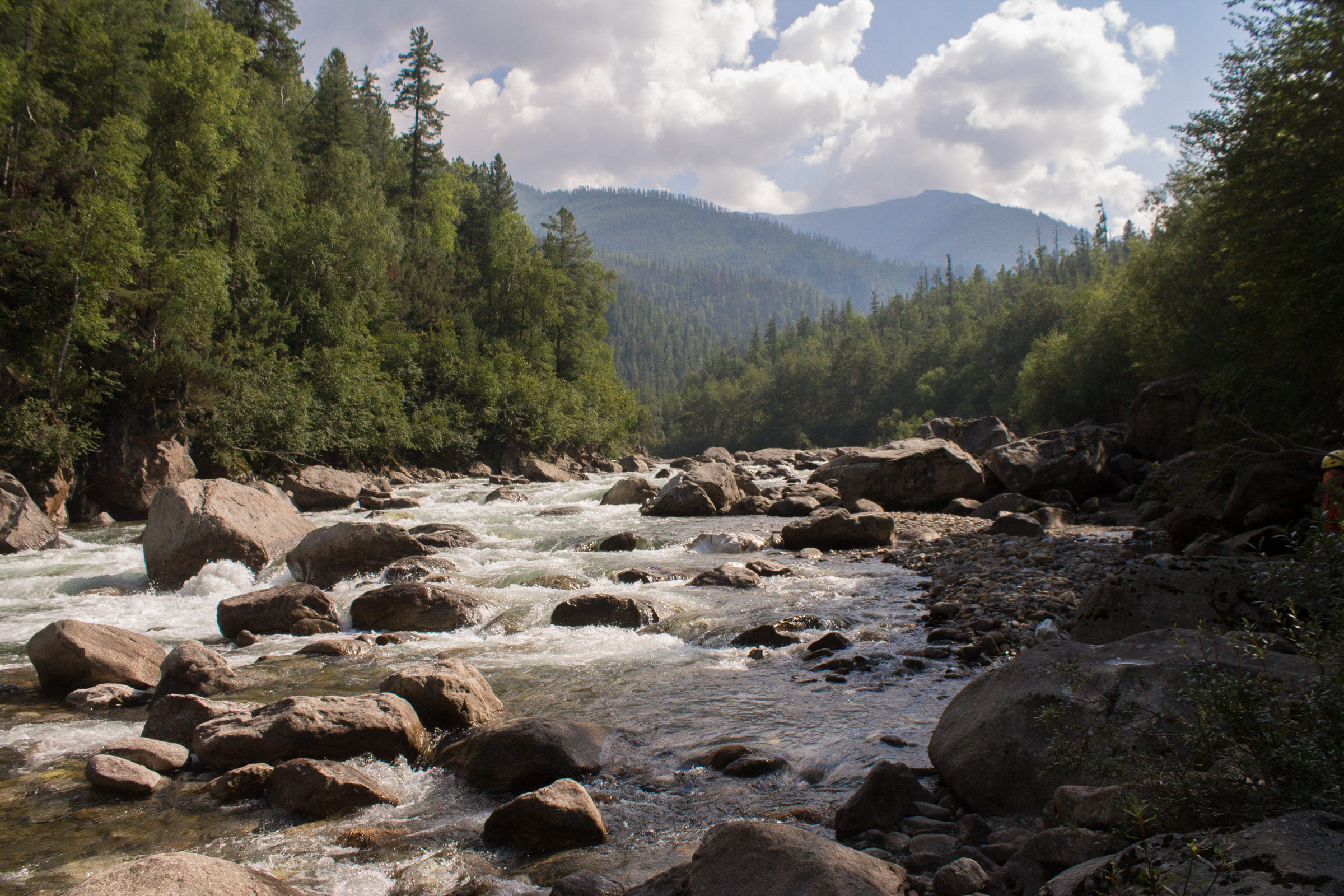
Река Утулик
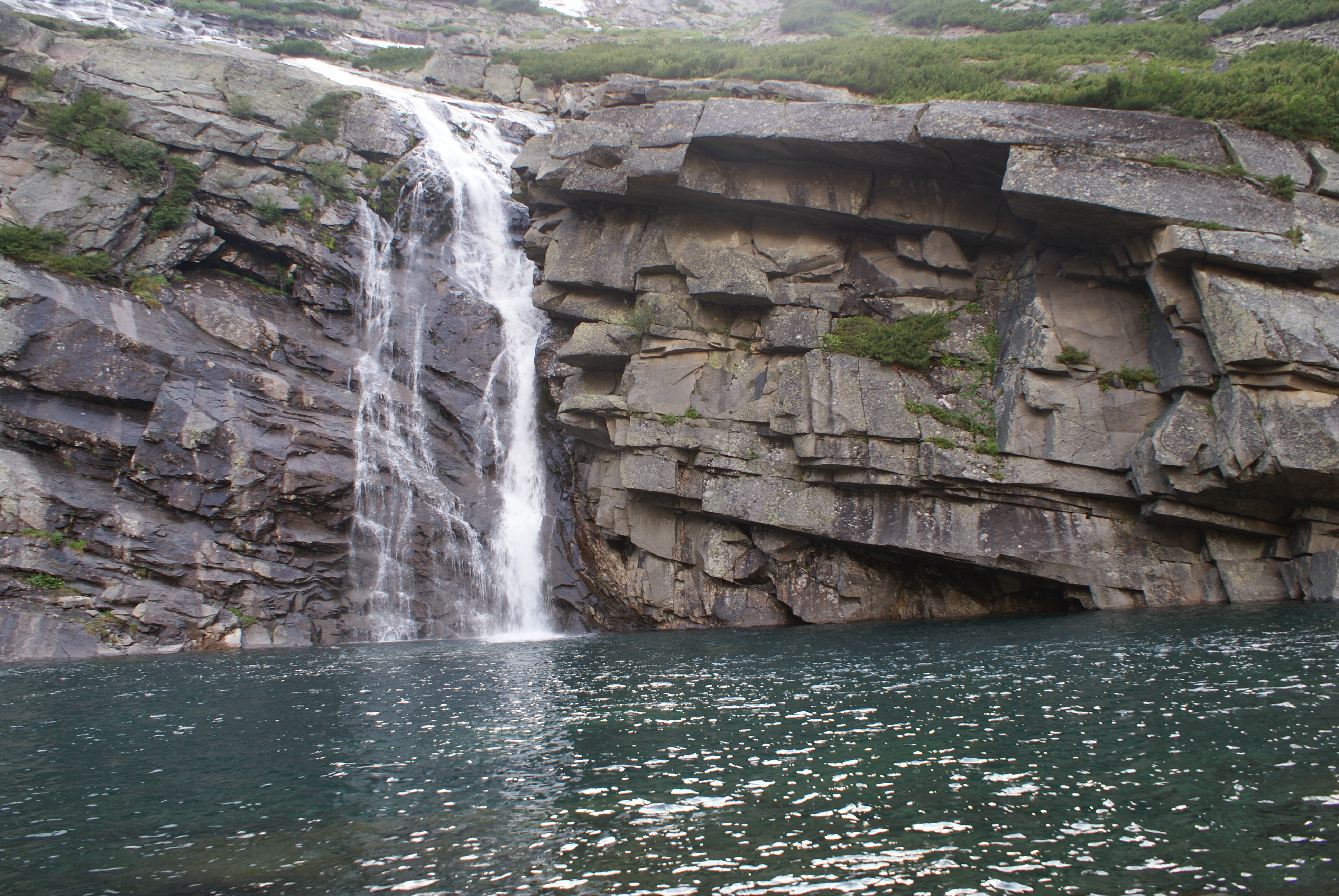
Водопад. Пик Черского
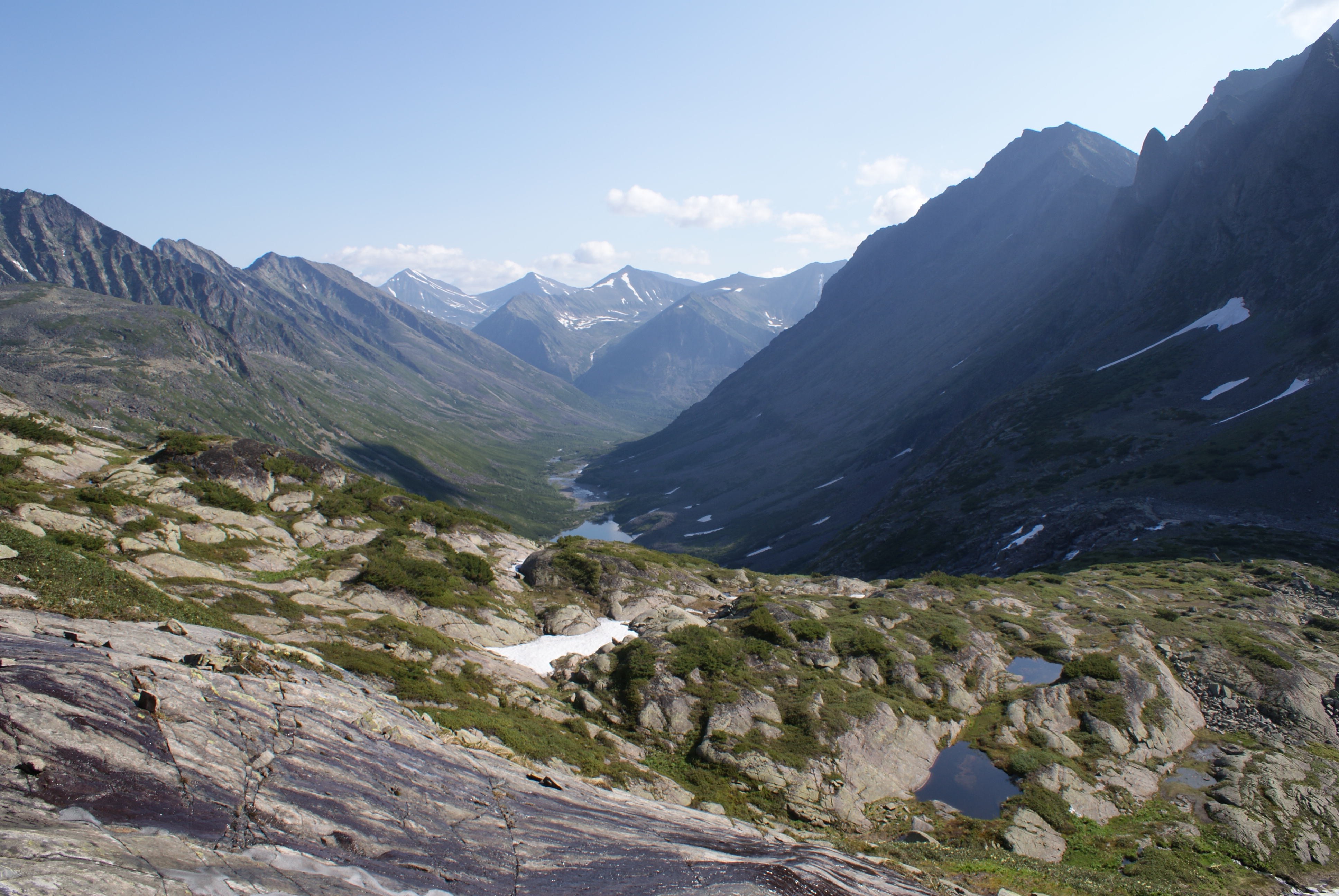
Пик Черского
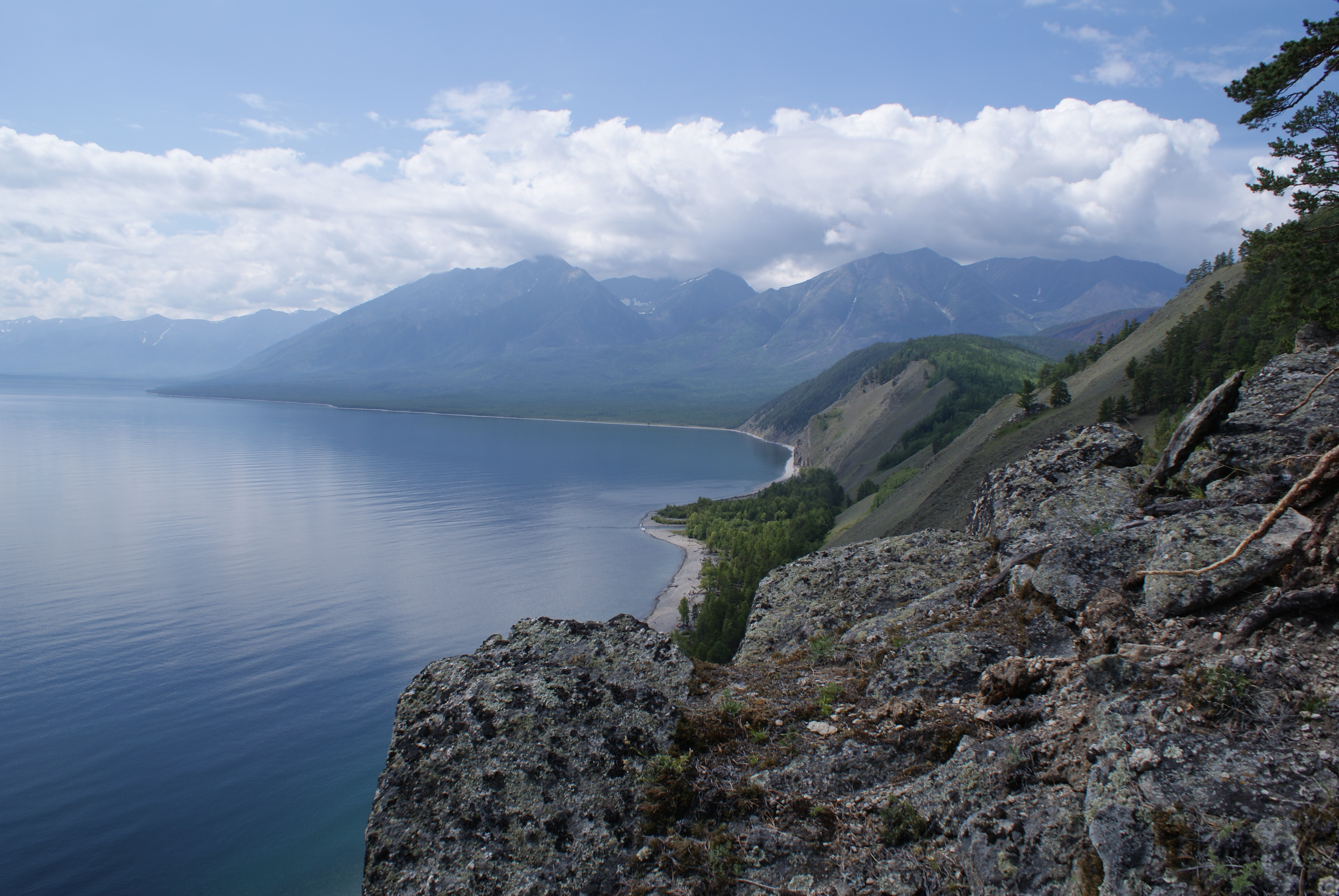
Байкал и Пик Черского
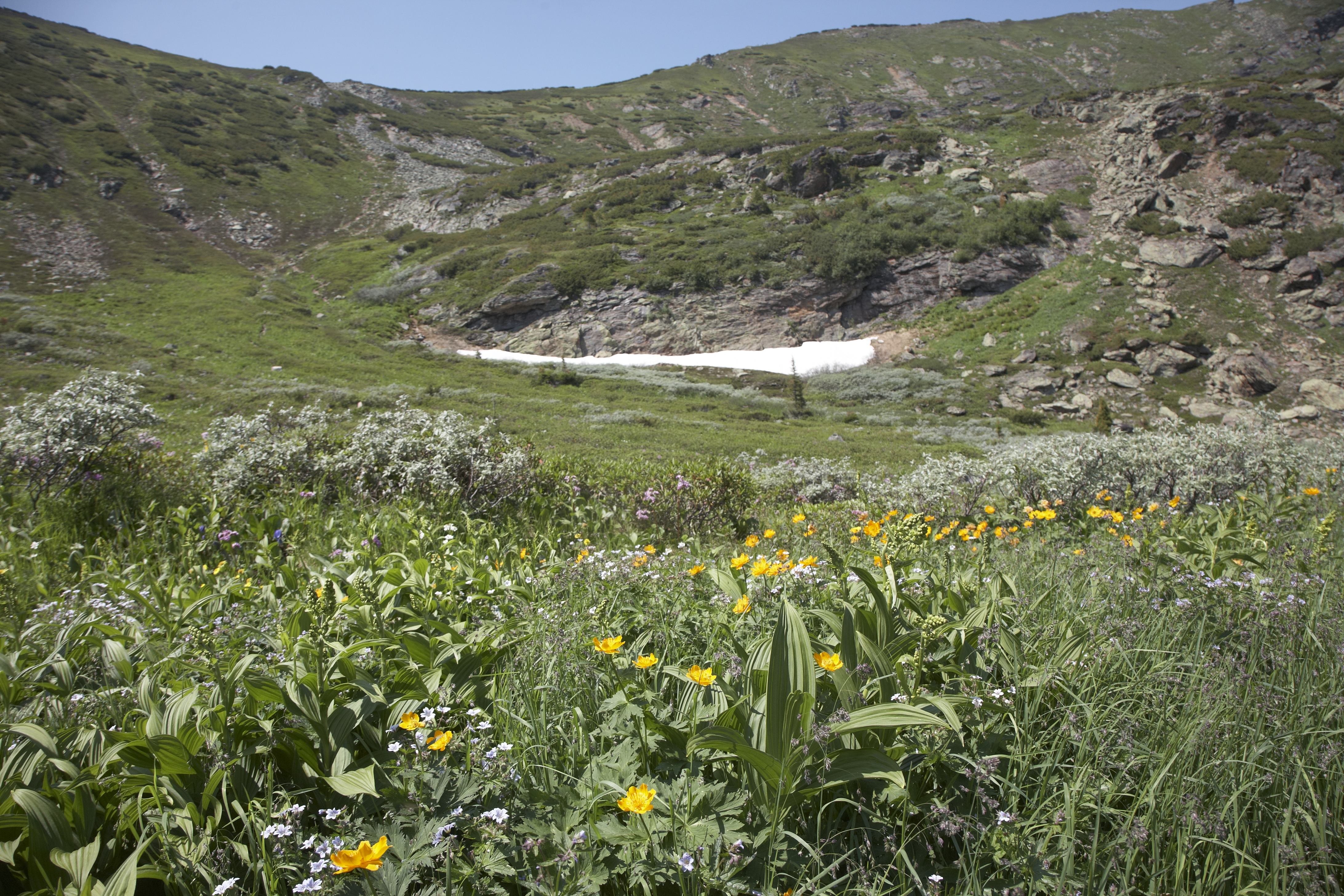
Растительность
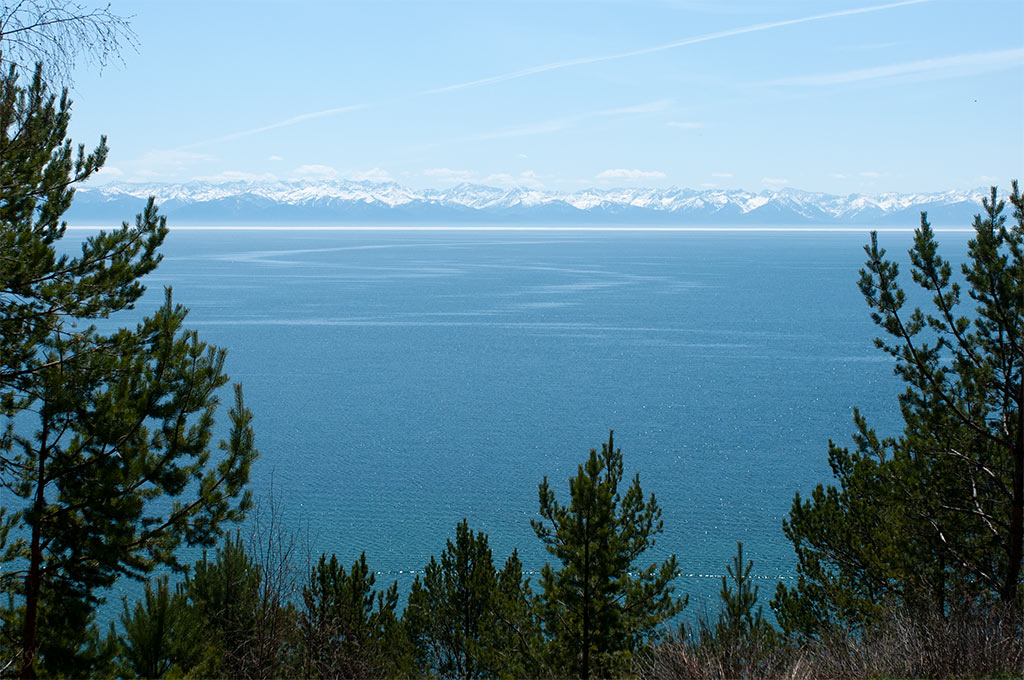
Вид в окрестностях Листвянки
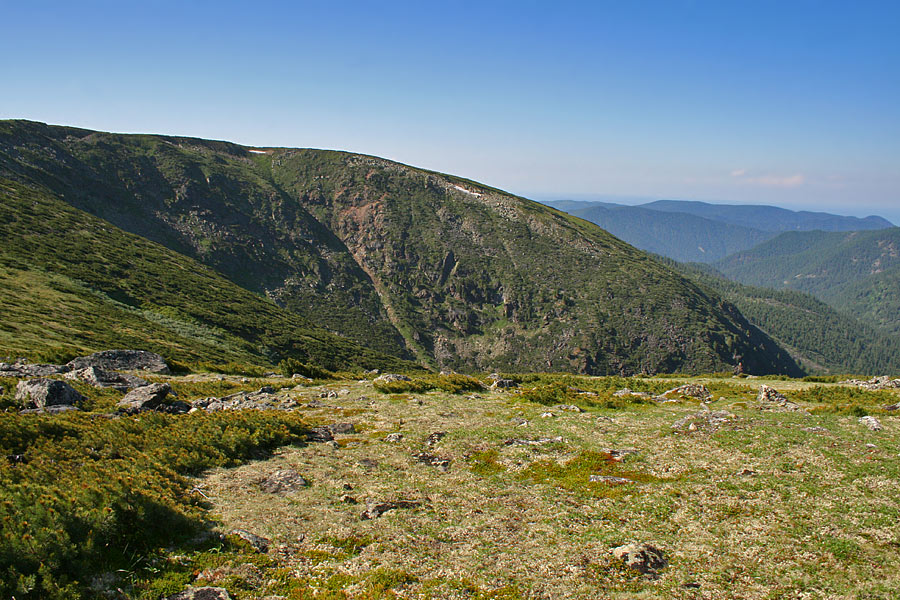
Гребень Пика Чекановского
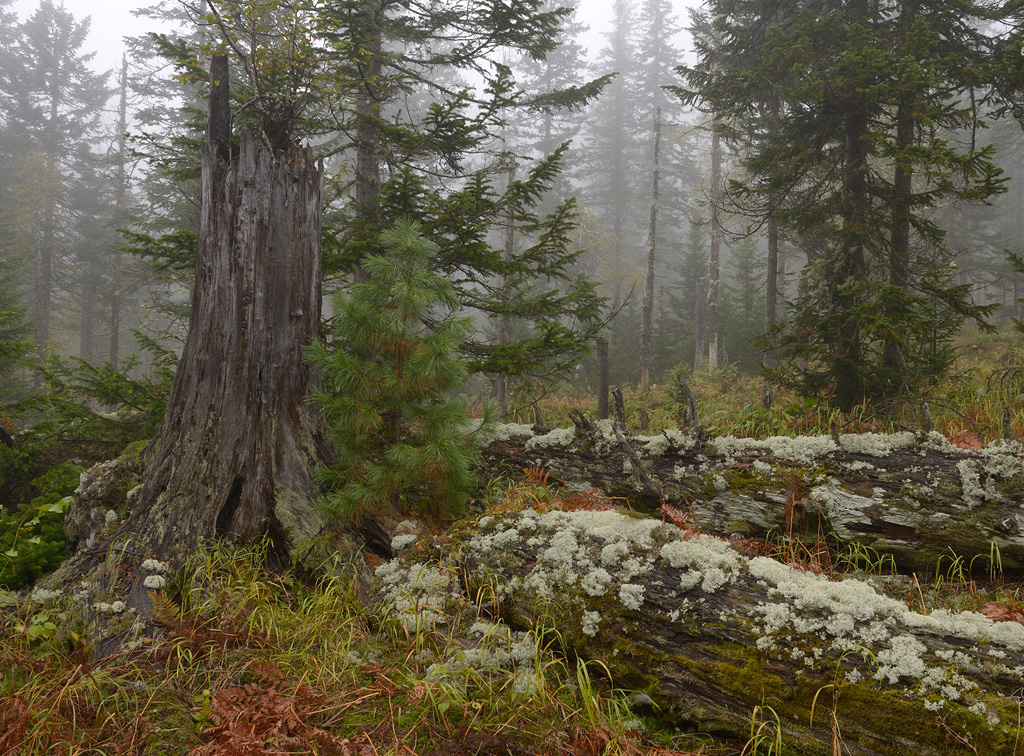
Тайга
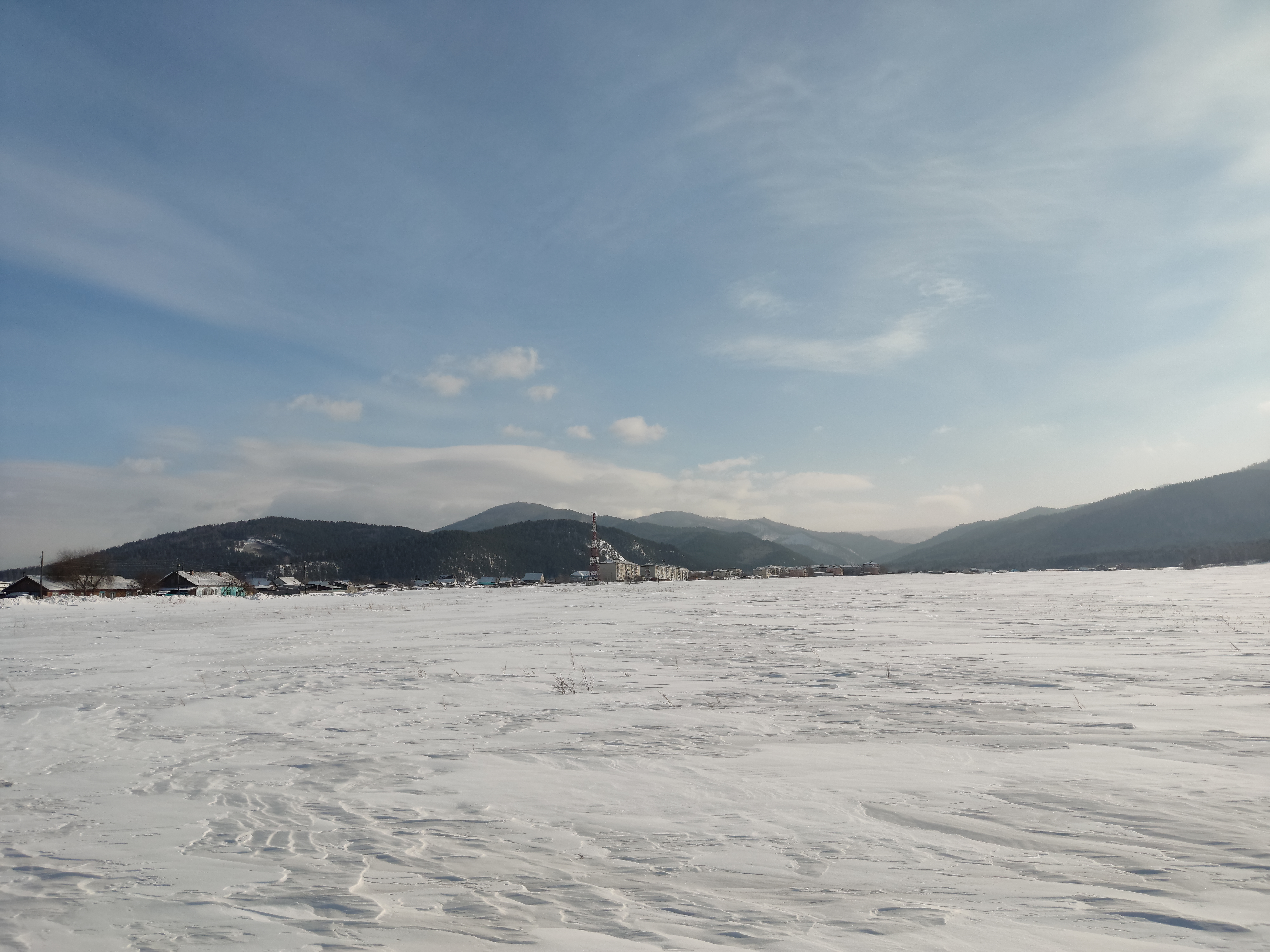
Хамар-Дабан в районе Каменска